# Gisela Hellenkemper Salies
Gisela Hellenkemper Salies (* 19. Februar 1944 in Königshütte; † 5. Mai 1999 in Bonn) war eine deutsche Klassische Archäologin.

## Leben
Gisela Salies studierte seit 1963 an der Universität zu Köln Klassische Archäologie, Alte Geschichte und Latein. Schon während des Studiums weilte sie mit einem Stipendium des Deutschen Akademischen Austauschdiensts für zwei Jahre in Athen, auch später sollte sie viele Reisen durch weite Teile des Mittelmeerraumes und der angrenzenden Gebiete unternehmen. Die Promotion mit einer Dissertation zum Thema Untersuchungen zu den geometrischen Gliederungsschemata römischer Mosaiken erfolgte 1972 bei ihrem akademischen Lehrer Heinz Kähler. Danach arbeitete Salies zunächst unter der Leitung von Friedrich Matz am Corpus der minoischen und mykenischen Siegel in Marburg, seit dem 1. August 1976 leitete sie die wissenschaftliche Redaktion des Rheinischen Landesmuseums Bonn, seit 1987 als Abteilungsleiterin „Publikationen“. In dieser Funktion begleitete sie eine große Zahl der wissenschaftlichen Publikationen des Museums als Lektorin, Herausgeberin oder Autorin und war seit 1987 auch beispielsweise für die fotografische und zeichnerische Dokumentation verantwortlich. Von besonderer Bedeutung waren dabei die Bonner Jahrbücher, die Hellenkemper Salies mehr als 20 Jahre betreute. Unter ihrer Ägide entstanden Bücher, die höchsten wissenschaftlichen aber auch redaktionellen Ansprüchen gerecht wurden und für ein herausragendes internationales Renommee des Museums sorgten. Von besonderer Bedeutung war die Organisation der Ausstellung Das Wrack – Der antike Schiffsfund von Mahdia (1994/95).
Hellenkemper Salies war korrespondierendes Mitglied des Deutschen Archäologischen Instituts und Ehrenmitglied der Society of Antiquaries of London. Aus gesundheitlichen Gründen konnte sie eine Gastprofessur an der École normale supérieure in Paris nicht mehr wahrnehmen. Hellenkemper Salies verstarb im Alter von 55 Jahren nach langer schwerer Krankheit. Sie war mit dem Archäologen Hansgerd Hellenkemper verheiratet.
Hellenkemper Salies war eine international anerkannte Spezialistin für römische und byzantinische Mosaiken. Schon in ihrer Dissertation wies sie der Mosaikforschung neue Wege, die Arbeit ist bis heute grundlegend. Die Publikation über die Mosaiken in der Vorhalle des Markusdoms erschien in fünf Sprachen. Sie nahm an Ausgrabungen in Anemurion und einer Expedition der Tabula Imperii Byzantini der Österreichischen Akademie der Wissenschaften in Kilikien, Pamphylien und Lykien teil.

## Schriften (Auswahl)
- Untersuchungen zu den geometrischen Gliederungsschemata römischer Mosaiken. In: Bonner Jahrbücher 174, 1974, S. 1–178 (Dissertation; Digitalisat).
- Redaktion: Die Nabatäer. Erträge einer Ausstellung im Rhein. Landesmuseum Bonn (= Kunst und Altertum am Rhein Nr. 106). Rheinland-Verlag/Habelt, Köln/Bonn 1981, ISBN 3-7927-0563-X.
- Redaktion: Geld aus China (= Kunst und Altertum am Rhein Nr. 108). Rheinland-Verlag/Habelt, Köln/Bonn 1982, ISBN 3-7927-0606-7.
- Im Anfang schuf Gott Himmel und Erde. Die Mosaiken in der Vorhalle des Markusdoms in Venedig. Herder, Freiburg 1986, ISBN 3-451-20632-3.
- Herausgeberin mit Hans-Hoyer von Prittwitz und Gaffron und Gerhard Bauchhenß: Das Wrack. Der antike Schiffsfund von Mahdia (= Kataloge des Rheinischen Landesmuseums Bonn Bd. 1). Rheinland-Verlag, Köln 1994, ISBN 3-7927-1442-6.